# Helena Squires
Helena Emiline Squires, geboren Helena Emiline Strong (Little Bay Islands, 1879 – Toronto, 21 maart 1959), was een politica voor de Liberal Reform Party in het toen onafhankelijke Newfoundland. Ze was echtgenote van tweevoudig premier Richard Squires en werd in 1930 als eerste vrouw ooit verkozen tot parlementslid in het Huis van Vergadering van Newfoundland.

## Jeugd en opleiding
Helena Strong werd in 1879 geboren in Little Bay Islands, een kleine archipel voor de noordkust van het eiland Newfoundland. Ze was een dochter van James M. Strong, een rijke handelaar, en Anne Strong (née Mursell). Ze volgde lager onderwijs in de outport waar ze geboren was, maar werd voor het middelbaar onderwijs naar het St. John's Methodist College in de koloniehoofdstad St. John's gestuurd. Daarna ging ze naar de Mount Allison Ladies' College in New Brunswick, waar ze in 1902 een Mistress of Liberal Arts (MLA) behaalde.
Ze volgde ook lessen dictie en publiek spreken aan de Emerson College in Boston en volgde een vak in de zomerschool van de Harvard-universiteit.

## Huwelijk en gezinsleven
Ze trouwde op 17 juli 1905 met Richard Anderson Squires. Het echtpaar vestigde zich in Newfoundlandse hoofdstad St. John's, waar Richard een advocatenpraktijk vestigde. Het echtpaar kreeg uiteindelijk zeven kinderen.
In 1909 werd haar man verkozen tot parlementslid en tien jaar later werd hij premier van Newfoundland. In 1923 verloor hij zijn positie en werd hij terug gewoon parlementslid, om in 1928 voor de tweede maal premier te worden.

## Carrière
Na het behalen van haar masterdiploma ging ze terug naar Newfoundland, alwaar ze tot aan haar huwelijk als leerkracht aan de slag ging in Botwoodville (het hedendaagse Botwood). Helena was een actieve filantroop en speelde een belangrijke rol bij de oprichting van een lerarenopleiding en een kraamkliniek in St. John's. Ze was ook jarenlang voorzitster van de Grace Hospital Auxiliary, een vrijwilligersvereniging ten behoeve van het Grace Hospital in de hoofdstad.
Ze was echter, net als haar man, een tegenstander van de beweging voor vrouwenkiesrecht die in de jaren 20 sterk ontwikkeld was in Newfoundland. Zowel Richard als Helena lieten zich in het publieke debat tegen het suffragisme horen tijdens Squires' eerste termijn als premier (1919–1923). Newfoundlandse vrouwen kregen in 1925 stemrecht en het recht zich verkiesbaar te stellen, toen Squires in de oppositie zat.
In 1930 werd in het kiesdistrict Lewisporte een tussentijdse verkiezing gehouden na de plotselinge dood van parlementslid George Grimes. Helena Squires werd door haar echtgenoot, de toenmalige premier, als kandidate van diens Liberal Reform Party naar voren geschoven. Hiermee was ze de eerste vrouwelijke kandidaat ooit in een verkiezing voor het Huis van Vergadering van Newfoundland. Dit was enigszins ironisch in het licht van hun standpunten tegen het vrouwenkiesrecht voor de invoering ervan in 1925. Helena werd met een overweldigende meerderheid van 81 procent van de stemmen verkozen en werd daarmee de eerste vrouw ooit die zetelde in het Newfoundlandse parlement. Ze was daarnaast de eerste echtgenote van een premier in de geschiedenis van het hele Britse Rijk die samen met haar man in het parlement zetelde.
Ze stond bekend als geestig en humoristisch, maar ook als belezen en intelligent, waardoor ze respect verkreeg vanuit zowel meerderheid als oppositie. Ze eiste echter niet vaak het woord op en was verre van als contentieus als haar man. Haar politieke carrière was echter van korte duur. Newfoundland ging begin jaren 30 door een zware economische crisis en premier Squires had daarenboven te kampen met beschuldigingen van corruptie. Dit draaide op 5 april 1932 uit in de Colonial Building-rellen, waarbij duizenden betogers opdaagden en het parlementsgebouw bestormd, binnendrongen en beschadigd werd. Premier Squires nam dezelfde dag ontslag en riep verkiezingen uit, dewelke op een dramatische nederlaag voor de liberalen uitdraaiden. De partij haalde maar twee zetels meer en zowel Richard als Helena (die opkwam in het kiesdistrict Twillingate) verloren hun zetel.

### Na 1932
Na deze dramatische episode speelden noch Helena, noch haar man nog een politieke rol van betekenis, onder meer omdat het Dominion Newfoundland in 1934 te midden van de crisis haar recht op democratisch zelfbestuur opgaf en het gebied sindsdien onder directe controle van de regering van het Verenigd Koninkrijk kwam te staan. Richard overleed in 1940.
Toen Newfoundland in 1949 als tiende provincie lid werd van de Canadese Confederatie, werd Helena Squires verkozen tot voorzitster van de nieuw opgerichte Newfoundland Liberal Association. Ze bekleedde deze functie tot in 1958. 
Ze stierf in Toronto (Ontario) op 21 maart 1959 op ongeveer 80-jarige leeftijd. Ze is begraven op de algemene protestantse begraafplaats in St. John's.
Het duurde uiteindelijk tot 1975 voordat er een tweede vrouw (Hazel McIsaac) verkozen werd als lid van het Huis van Vergadering van Newfoundland.